# NGC 1125
NGC 1125 (другие обозначения — MCG −3-8-35, PGC 10851) — галактика в созвездии Эридан.
Этот объект входит в число перечисленных в оригинальной редакции «Нового общего каталога».
Галактика обладает активным ядром и относится к сейфертовским галактикам типа II.
Галактика имеет в спектре линии поглощения Бальмера, что говорит о том, что в её ядерной области находится много горячих звёзд.